# Чхве Мін Джон
Чхве Мін Джон (кор. 최민정) — південнокорейська ковзанярка, спеціалістка з бігу на короткій доріжці, дворазова олімпійська чемпіонка, багаторазова чемпіонка світу. 
На Пхьончханській олімпіаді 2018 року  Чхве виборола дві золоті олімпійські медалі — на дистанції 1500 метрів  та в складі корейської команди в естафеті 3000 м.

## Олімпійські ігри
| Рік  | Місто                     | 500 метрів | 1000 метрів | 1500 метрів | Е | ЗЕ  |
| ---- | ------------------------- | ---------- | ----------- | ----------- | - | --- |
| 2018 | Пхьончхан, Південна Корея | 6          | 4           | 1           | 1 | Н/Д |
| 2022 | Пекін, Китай              | 14         | 2           | 1           | 2 | 9   |

## Зовнішні посилання
- Досьє на сайті Міжнародного союзу ковзанярів [Архівовано 18 лютого 2018 у Wayback Machine.]

## Виноски
1. 1 2  Olympedia — 2006.
2. ↑  Women's 1500 metres results. Архів оригіналу за 16 грудня 2019. Процитовано 30 квітня 2018. [Архівовано 2019-12-16 у Wayback Machine.]
3. ↑  Women's 3000 metre relay results. Архів оригіналу за 21 лютого 2018. Процитовано 30 квітня 2018. [Архівовано 2018-02-21 у Wayback Machine.]